# Tryzna
Tryzna – obrzęd pogrzebowy w religii Słowian.

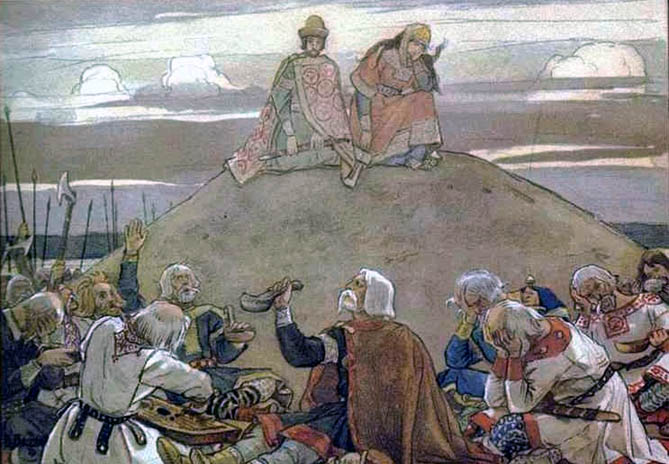
Wiktor Wasniecow, Tryzna po śmierci Olega, 1899

Tryzna przypominała nieco stypę, z tą różnicą, że poza wystawną ucztą i wspominaniem zmarłego urządzano również igrzyska na jego cześć, w skład których wchodziły gonitwy, zapasy i wesołe zabawy w maskach. Obrzęd miał zasięg ogólnosłowiański (wspomina o nim m.in. Powieść minionych lat); miał na celu wprowadzenie duszy w zaświaty i uniemożliwienie jej powrotu pomiędzy żywych, jak również uwolnienie uczestników od zgubnych wpływów duchów zmarłych. 